# Zuiderzee Stoomboot Maatschappij
De Zuiderzee Stoomboot Maatschappij was een beurtvaartrederij die van 1864 tot 1889 geregelde diensten onderhield voor passagiers en vracht van Harlingen via Stavoren naar Amsterdam v.v.
De maatschappij werd in 1864 opgericht, waarbij de Staatsspoorwegen participeerden. Hetzelfde jaar werd de dienst geopend met de in 1861 gebouwde raderstoomboot Stad Leeuwarden. Een jaar later werd bij de werf J. & K. Smit een nieuw schip besteld, dat onder de naam Commissaris des Konings Baron van Panhuys in de vaart kwam. In 1885 werd de maatschappij failliet verklaard. 
De eigenaar kon de schepen van de crediteuren terugkopen en ze zijn nog vier jaar op hetzelfde traject in de vaart geweest, mogelijk onder dezelfde bedrijfsnaam. In 1889 werd de dienstregeling dan toch gestaakt en werden de schepen verkocht aan C. Bosman van Alkmaar Packet, die de Stad Leeuwarden liet slopen en het andere schip inzette voor de Veerdienst Enkhuizen - Stavoren, waarvan hij de exploitatie in handen had.